# Veľký Lapáš
Veľký Lapáš és un poble i municipi d'Eslovàquia que es troba a la regió de Nitra, al sud-oest del país. El 2021 tenia 1.887 habitants.

## Història
La primera menció escrita de la vila es remunta al 1113.

## Demografia
| Godina             | 1994 | 2004   | 2014   | 2024    |
| ------------------ | ---- | ------ | ------ | ------- |
| Nombre de persones | 1106 | 1171   | 1212   | 2101    |
| Diferència         |      | +5,87% | +3,50% | +73,34% |

| Godina             | 2023 | 2024   |
| ------------------ | ---- | ------ |
| Nombre de persones | 2052 | 2101   |
| Diferència         |      | +2,38% |